# Godzilla (canção)
"Godzilla" é uma canção do rapper americano Eminem, com a participação do rapper e cantor americano Juice Wrld, sendo o segundo single do décimo primeiro álbum de estúdio de Eminem, Music to Be Murdered By (2020). A canção é o primeiro lançamento póstumo de Juice Wrld após sua morte em dezembro de 2019. Ela estreou no topo das paradas musicais da Finlândia, na UK Singles Chart (Reino Unido) e na Irish Singles Chart (Irlanda), tornando-se o décimo e oitavo single de Eminem em número um número no Reino Unido e na Irlanda, respectivamente, bem como a primeira vez que Juice Wrld aparece postumamente nos dois países.

## Antecedentes e composição
A participação do artista americano Juice Wrld na faixa marcou seu primeiro lançamento póstumo após sua morte resultante de uma overdose de drogas fatal em 8 de dezembro de 2019. O terceiro verso de Eminem na faixa detém o recorde de seu verso mais rápido de rap, com 10,65 sílabas sendo cantadas por segundo. Eminem superou seus próprios recordes mantidos pela sua participação na canção de 2018, "Majesty", de Nicki Minaj e Labrinth, onde ele cantou 10,3 sílabas por segundo, e seu single de 2013, "Rap God", onde cantou 9,6 sílabas por segundo.

## Videoclipe
Em 4 de março de 2020, um lyric video do single foi lançado. Em 6 de março, Eminem lançou um trecho do videoclipe, em parceria com a Lyrical Lemonade. O videoclipe, dirigido por Cole Bennett, foi lançado em 9 de março, com participações de Mike Tyson e Dr. Dre, e uma dedicação a Juice WRLD no final.

## Histórico de lançamento
| Região         | Data                    | Formato                     | Gravadora(s)                 | Ref.  |
| -------------- | ----------------------- | --------------------------- | ---------------------------- | ----- |
| Itália         | 31 de janeiro de 2020   | Contemporary hit radio      | Universal                    | [ 1 ] |
| Estados Unidos | 18 de fevereiro de 2020 | Contemporary hit radio      | Shady, Aftermath, Interscope | [ 5 ] |
| Estados Unidos | 18 de fevereiro de 2020 | Rhythmic contemporary radio | Shady, Aftermath, Interscope | [ 6 ] |